# Imperial Hotel (Londen)
Het Imperial Hotel was een groot hotel aan de Russell Square, Bloomsbury in Camden (Londen). Het was ontworpen door architect Charles Fitzroy Doll en gebouwd door de familie Walduck van 1905 tot 1913. Het is gesloopt begin 1967.

## Geschiedenis
Het hotel was ontworpen door Charles Fitzroy Doll, die ook de eetzaal van de RMS Titanic ontwierp. De bouwstijl was een combinatie van van art nouveau Tudor en art nouveau Gothic.
Het werd gebouwd in de jaren 1905 tot 1907 aan de Russell Square in Londen. De opening vond plaats in 1907. Het gebouw was van rode baksteen gecombineerd met terracotta-ornamenten. Verschillende torens staken uit boven een dak van groen koper. Het gebouw was 61 meter hoog en er waren 15 verdiepingen.
Omstreeks 1910 vond een uitbreiding plaats en werd er een extra vleugel aangebouwd. De bouw was voltooid in 1913. Als onderdeel van deze uitbreiding werden ook Turkse baden gebouwd. Het hotel had na de uitbreiding ongeveer 1000 kamers. Tussen de twee verschillende slaapkamervleugels was een Wintertuin op de begane grond. Zowel de Wintertuin als de Turkse baden waren gedecoreerd met geglazuurd Doulton aardewerk. Het gebouw was even kolossaal als zijn nog bestaande buurman het Kimpton Fitzroy London Hotel dat eveneens is ontworpen door Charles Fitzroy Doll.
Het Imperial Hotel was relatief ongeschonden de Tweede Wereldoorlog doorgekomen, maar de dagen van het gebouw waren geteld. In de naoorlogse periode was het Walduck imperium begonnen met een herontwikkeling van de Londense Imperial hotels. Men beweerde dat er sprake was van een structurele ondeugdelijkheid van het gehele frame van het gebouw waardoor behoud van het bouwwerk niet mogelijk zou zijn. En er waren te weinig badkamers. Het moderniseren en upgraden van het hotel zou onbetaalbaar worden. In werkelijkheid echter werd het gebouw waarschijnlijk het slachtoffer van mode en de heersende smaak in de jaren zestig. Een campagne van de Victorian Society om het gebouw te redden was zonder succes.
Het hotel werd gesloopt begin 1967. Het werd vervangen door een nieuw gebouw met dezelfde naam.,

## Galerij

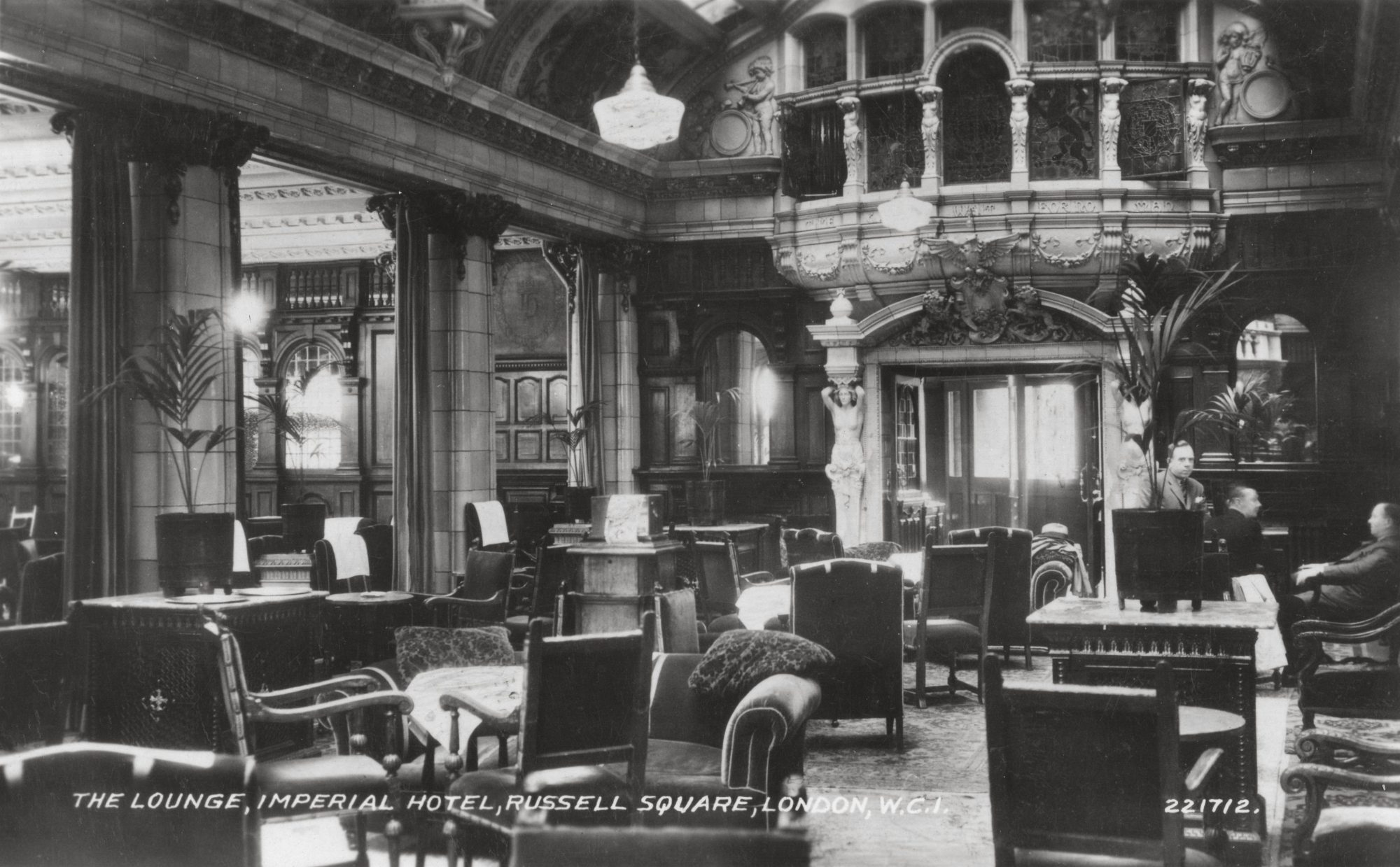
De Lounge van het hotel, omstreeks 1920
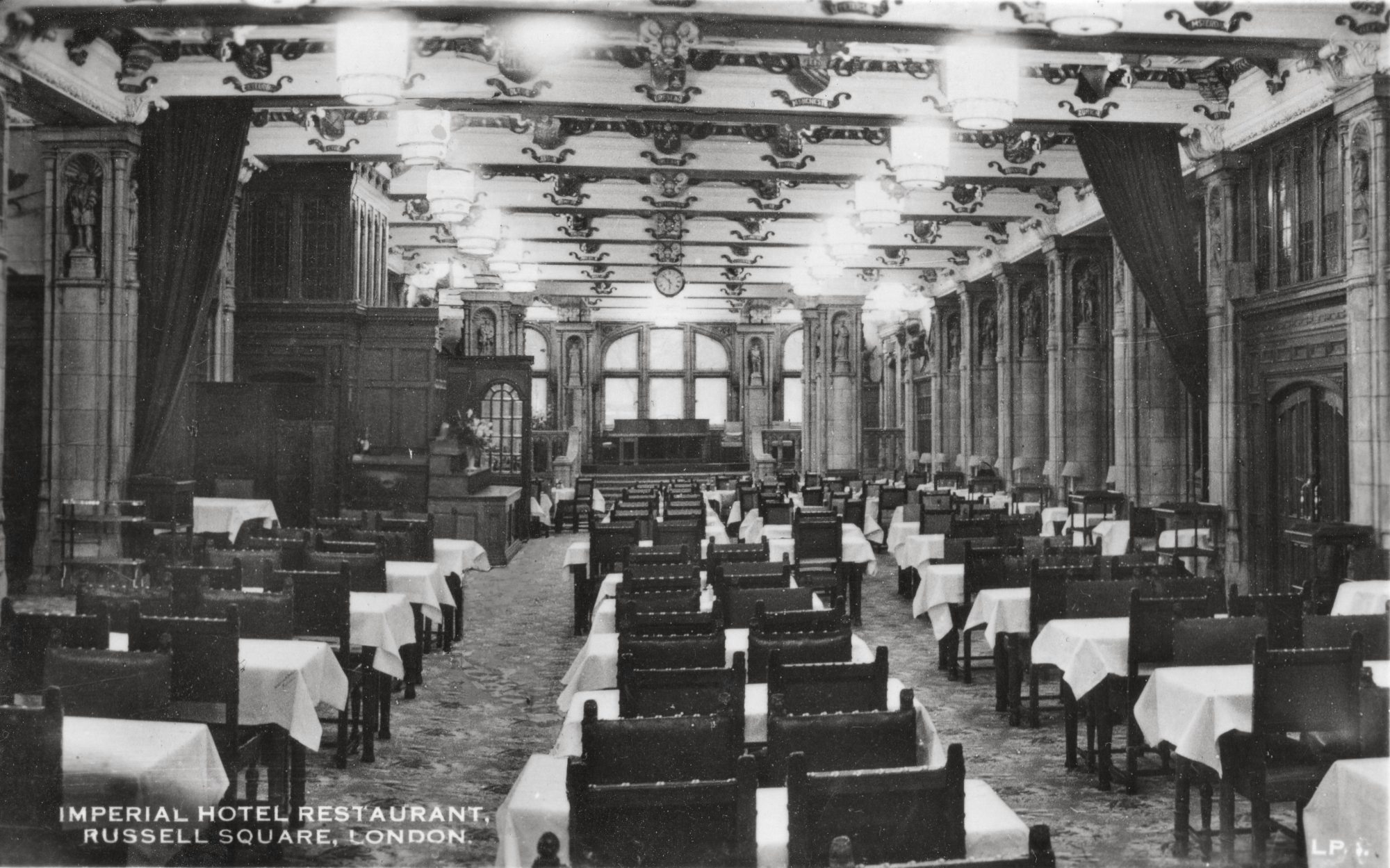
Het restaurant omstreeks 1920